# Aruai repülőtér
Az Aruai repülőtér (IATA: RUA, ICAO: HUAR) Uganda egyik repülőtere, amely Arua városánál található. 2016 novemberében az ország 47 repülőterének egyike volt.

## Elhelyezkedés
A repülőtér 19 kilométerre van Uganda és a Kongói Demokratikus Köztársaság határától, és körülbelül 32 kilométerre az Uganda és Dél-Szudán közötti határtól. Uganda legnagyobb repülőterétől, az Entebbei nemzetközi repülőtértől mintegy 375 kilométerre, északnyugatra fekszik.

## Áttekintés
Az Aruai repülőtér stratégiai elhelyezkedése miatt fontos központja az Uganda és két szomszédja, a Kongói Demokratikus Köztársaság és Dél-Szudán közötti utas- és teherforgalomnak. Az Entebbei nemzetközi repülőtér után a második legforgalmasabb repülőtér Ugandában.

## Légitársaságok és úti célok
| Légitársaság | Célállomások |
| ------------ | ------------ |
| Eagle Air    | Entebbe, Yei |
| MAF Uganda   | Kajjansi     |

## Tervezett fejlesztések
2009 júliusában az Arua repülőterét birtokló és üzemeltető Ugandai Polgári Légiközlekedési Hatóság nyilvánosan bejelentette, hogy megkezdte a repülőtér nemzetközi szabványok szerinti korszerűsítését. A tervek között szerepelt egy modern, 200 utas befogadására alkalmas repülőtéri terminál építése, a kifutópálya leaszfaltozása, 45 méterre történő kiszélesítése és 2,5 kilométerre történő meghosszabbítása. Ezek a tervek azonban 2009 óta elakadtak a helyi földtulajdonosokkal folytatott kártérítési viták miatt.

## Fordítás
Ez a szócikk részben vagy egészben  az   Arua Airport című angol Wikipédia-szócikk ezen változatának fordításán alapul.  Az eredeti cikk szerkesztőit annak laptörténete sorolja fel. Ez a jelzés csupán a megfogalmazás eredetét és a szerzői jogokat jelzi, nem szolgál a cikkben szereplő információk forrásmegjelöléseként.